# Часник Іван Миколайович
Часни́к Іван Миколайович (*15 (27) квітня 1889, село Кринки Кременчуцького повіту Полтавської губернії — † після 1921 року) — український громадсько-політичний діяч, член ЦК Української партії соціалістів-революціонерів, з 10.06 до 29.09.1919 р. замісник керуючого управлінням преси й інформації в уряді Б. Мартоса, фігурант «Справи членів ЦК УПСР».

## Біографія
Походить з дворян, батько мав звання титулярного радника. Після закінчення реального училища вступив до Київського політехнічного інституту. І. Часник звільнений з першого курсу КПІ через політичну неблагонадійність, до 1914 року постійної служби не мав, займався конспіративною політичною діяльністю, брав участь у кооперативному русі. За його власними свідченнями, він арештовувався в 1911, 1912 та 1914 роках, але суджений не був. Під час арештів утримувався в Лук'янівській та Петроградській тюрмах. Саме в останній він зустрічає початок 1 світової війни, а з 1915 року до кінця жовтня 1917 відбував військову повинність на Північному фронті, як рядовий; мав поранення та контузію. Членом Української партії соціалістів-революціонерів став на початку 1916 року. На час жовтневого перевороту в Петрограді І. Часник був членом виконкому (очевидно, Ради солдатських депутатів) 12 Армії. Після демобілізації він приїхав до Києва, де з березня 1918 року працював найманим інструктором організаційної комісії Української Центральної Ради. За Української Держави гетьмана П. Скоропадського І. Часник проживав на нелегальному становищі в Харкові та Києві, брав участь у антигетьманському повстанні. В грудні 1918 року за його редакцією у Білій Церкві виходить щоденна газета «Народнє слово», всього за період від 5 до 16 грудня вийшло 10 номерів цієї газети. Сам І. Часник на суді свідчить: «… с января месяца — после конференции У. П. С. Р.– (центрального течения), был избран в ЦК и непосредственно кооптирован [в] Ц. К. Селянской спилки». З лютого по травень 1919 року І. Часник перебуває в окупованому більшовиками Києві.
В середині травня 1919 року за постановою керівництва УПСР І. Часник у складі делегації від есерів-центристів та соціал-демократів «незалежників» виїхав у Тернопіль для переговорів з Директорією і урядом УНР про консолідацію повстанського руху в Україні. І. Мазепа в своїй книжці спогадів «Україна в огні й бурі революції» пише, що ця делегація прибула до Тернополя 29 травня. З 10 червня 1919 року І. Часник затверджується на посаді товариша і замісника керуючого управлінням преси й інформації в уряді Б. Мартоса. В зв'язку з тривалою відсутністю керуючого управлінням преси і інформації І. Лизанівського, І Часник регулярно бере участь в засіданнях Ради Народних Міністрів УНР, протягом червня-липня 1919 року його присутність на засіданнях уряду зафіксована у 13 відповідних протоколах. На засіданнях він іноді доповідав з певних питань, ухвалами уряду йому доручалось виконання низки завдань по його відомству. Звільнений він з посади 29 вересня 1919 року, вже за головування в Раді Народних міністрів І. Мазепи. За перебування уряду в Кам'янці-Подільському І. Часник, за його словами, певний час редагував газету «Народня воля».
З евакуацією Кам'янця-Подільського в листопаді 1919 року («листопадовий крах УНР») І. Часник перебирається в Польщу, де захворів і був інтернований поляками в концентраційний табір, в якому перебував до кінця 1919 року. Після звільнення з табору, в кінці лютого 1920 року він виїздить до Чехії, звідти — до Відня на конференцію УПСР. З чеськими документами за партійним дорученням з Відня І. Часник через Варшаву виїздить до Кам'янця-Подільського, де зустрічається з Арк. Степаненком. Тут вони за погодженням з місцевим більшовицьким партосередком дістають дозвіл на перехід на радянську територію і прибувають до Вінниці на початку квітня. Їхали І. Часник і Арк. Степаненко із завданням перевести в життя, разом з іншими членами ЦК УПСР, що на той час перебували у Києві (Н. Петренко, С. Березняк, І. Лизанівський, О. Щадило та ін.), постанови ЦК від 7.02 1920 року — домовитись з більшовицькими й радянськими чинниками про легалізацію партії. Це було завдання від Закордонної делегації УПСР та її лідера М. Грушевського. Адже з аналогічною місією в липні наступного 1921 року від Закордонної делегації до Москви й Харкова відряджається М. Чечель. Подальший перебіг подій простежується за свідченнями самого І. Часника: «У Вінниці після переговорів з Губпарткомом [КП(б)У — М. Б.] по зносинах їх з Київом ми (я і Степаненко) були направлені до Київа. В Київі в перший же день приїзду ми говорили з Реввійськрадою 12 армії в особі тов. Затонського і ще одного з членів Реввійськради. Тов. Затонським було зазначено, що до моєї і Степаненка легалізації перепон немає, що до решти, то це питання треба з'ясувати вкупі з Губчека. Після переговорів моїх і Степаненка з т. Балицьким і Михайловою було устроїне побачення членів ЦК УПСР Петренка і Лизанівського з секретарем Губпарткому Панасом Любченком і Михайловою, після чого з'ясувалося, що з боку Губпарткому, т. Затонського і Губчека нема ніяких перешкод до легалізації УПСР. Дальнійшим переговорам з центром стала на перешкоді евакуація радянської влади Київа [на початку травня 1920 — М. Б.]. Я залишився в Києві разом з усіма членами ЦК УПСР. Ми жили легально [після повернення більшовиків на початку червня до Києва — М.Б]. Для остаточного з'ясування справи з легалізацією партії був командирований до Харкова член ЦК Лизанівський [виїхав з Києва 18.09 1920 — М. Б.].»
Та саме в серпні-вересні 1920 року на підставі зібраних агентурних матеріалів про діяльність Директорії та уряду УНР в надрах Цупчрезкому починає формуватися політичний процес проти основних діячів українських визвольних змагань 1917—1920 рр. І багатьох «легалізованих» перед тим членів ЦК УПСР, починаючи з В. Голубовича, арештовують. Серед них в ніч з 13 на 14 жовтня 1920 року заарештовано й І. Часника. На момент арешту він працював секретарем колегії Київської філії Вукоспілки, був одружений, мешкав у Києві за адресою: Полтавська вулиця, дім № 9, кв. 3. В кінці жовтня — на початку листопада його, як і всіх інших арештованих, перевозять до Харкова. Допитувався І. Часник у ході слідства тричі: 14 жовтня 1920 року в Києві працівником «Особотдела Югзапфронта» Зінченком; 3 січня 1921 року у Харкові «начособотдела Цупчерзкома» С. Дукельським; 5 березня 1921 року у Харкові членами Верховної слідчої комісії ЦВК Рад України (Лебединцем і тим же Дукельським). В попередніх «Висновках у справі членів уряду УНР і Центральних комітетів Українських партій соціалістів-революціонерів і соціал-демократів», датованих 20 січня 1921 р. і підписаних слідчим С. Дукельським, до І. Часника пропонувалося застосувати «найвищу міру» покарання.
В зв'язку із зволіканням зі слідством і проведенням суду, 3 травня 1921 року І. Часник разом з іншими підслідними членами ЦК УПСР подає заяву до Верховної слідчої комісії та президії ВУЦВК про оголошення політичного голодування з 10 травня. Суд нам членами ЦК УПРС, один з перших антиукраїнських процесів комуністичного режиму, відбувається 22-29 травня 1921 року в Києві, в приміщенні Купецького зібрання (тепер Національна філармонія України). Основний допит на процесі Часнику було влаштовано 25 травня. За оголошеним 29 травня присудом йому, як і решті членів ЦК УПСР, з урахуванням амністії, оголошеної 5-тим Всеукраїнським З'їздом Рад, було визначено покарання на 5 років концентраційних таборів. Після процесу засуджених перевозять знову до Харкова. А 6 жовтня 1921 року І. Часника разом з товаришами звільняють під підписку про невиїзд з Харкова, про повідомлення за 24 години про зміну місця мешкання, про прибуття до ЦУЧК за першою вимогою та щотижневу реєстрацію в міліції м. Харкова. Харківська адреса І. Часника на час звільнення — вул. Лібкнехта № 13. Подальша доля його не простежена, рік смерті не встановлений.